# Leka de hond
Leka de hond is een jeugdroman van schrijver, toneelschrijver en journalist Willard Manus. Het origineel A Dog Called Leka werd in 2006 uitgegeven door Viveca Smith Publishing. In 2012 vertaalde Gerrit Brand het boek voor uitgeverij Nobelman, die het boek vervolgens publiceerde.

## Samenvatting
Ben Edgeworth is een achttien jaar oude Amerikaanse jongen. Samen met zijn opmerkelijke hond Leka vaart hij in een catamaran. Edgeworth heeft deze catamaran zelf gebouwd. Ze varen langs de Griekse eilanden en beleven verschillende avonturen. Leka is als zwerfhond bij Ben gekomen, terwijl hij de scheepswerf afzocht naar voedsel. Leka bewijst een trouwe metgezel te zijn op de buitengewone reis die de twee maken. Ze stuiten op onverwachte gevaren die ze moeten zien te trotseren op basis van slimheid en gezond verstand.

## Geschiedenis
Leka de hond is in Amerika uitgebracht onder de naam A Dog Called Leka. In 2012 heeft uitgeverij Nobelman het in het Nederlands uitgegeven onder de naam Leka de hond. Het boek is gebaseerd op de ervaringen die Manus zelf opdeed in de tijd dat hij in Griekenland woonde (1960-1979). Leka de hond is het eerste Young Adult-boek van de schrijver.

## Prijzen
De originele, Engelstalige, versie van het boek heeft verschillende prijzen en onderscheidingen gewonnen, waaronder:
- De Eric Hoffer Award: Young Adult Notable Book Winner 2007
- Excellence in Independent Publishing
- Foreword Magazine: Book of the Year 2007 finalist
- Independent Publisher: Highlighted Title Award
- American Society for the Prevention of Cruelty to Animals: 2006 ASPCA Henry Bergh Children's Book Award Finalist

## Trivia
- Leka de hond is het eerste boek van Willard Manus dat vertaald is naar het Nederlands.
- De naam Leka is afkomstig uit het Grieks en betekent verdediger van de mensheid.